# Большое (Костанайская область)
Большое (каз. Большое) — село в Фёдоровском районе Костанайской области Казахстана. Входит в состав Пешковского сельского округа. Код КАТО — 396859200.

## Население
В 1999 году население села составляло 159 человек (83 мужчины и 76 женщин). По данным переписи 2009 года, в селе проживало 116 человек (62 мужчины и 54 женщины). По данным переписи 2021 года, в селе проживало 89 человек (47 мужчин и 42 женщины).